# Heinrich Wilhelm von Huth
Heinrich Wilhelm von Huth (17. august 1717 i Costewitz, Sachsen – 6. maj 1806) var en dansk general, officer og statsminister.

## Ungdom og erfaring
Wilhelm von Huth blev født i Costewitz i Sachsen 17. august 1717 og var yngste søn af den tidligere sekretær hos hertuginden af Sachsen-Zeitz Salomo Huth (1660-1749) og dennes 3. hustru, Catharina Maria f. von Lüschwitz (d. 1747). Han fik sin opdragelse på gymnasiet i Schleusingen og studerede senere ved universitetet i Leipzig, hvor han navnlig lagde sig efter de matematiske videnskaber. Som ung officer indtrådte han i hessisk krigstjeneste og ansattes ved artilleriet, hvor han efterhånden – vistnok i 1761 – avancerede til oberst, og han deltog fra 1742 i alle de hessiske troppers felttog. Således kommanderede han i Slaget ved Minden 1. august 1759 som oberstløjtnant en brigade svært artilleri, der havde taget stilling ved landsbyen Thonhausen og ved sin velledede og kraftige ild væsentlig bidrog til de allierede hannoveranske troppers sejr over franskmændene. I 1762 trådte han som oberst i kurbrunsvigsk tjeneste, hvor han blev generalmajor og chef for ingeniørkorpset, og deltog i resten af Syvårskrigen i talrige – der angives 17 – angreb og belejringer, som førtes af de forbundne engelsk-hannoveranske tropper mod de franske. Efter Freden i Paris 1763 søgte og erholdt han sin afsked, hvorefter han atter indtrådte i hessisk krigstjeneste som generalmajor og blev kommandant i Hanau. Her kom han 1764-65 i nærmere berøring med prins Carl af Hessen, hvem han vejledede i krigsvidenskab, og det tillidsforhold, som således udviklede sig mellem den 20-årige prins og den snart 50-årige, krigserfarne general, blev anledningen til, at Huth kom til Danmark.

## Overgang til dansk tjeneste
I Hanau fandt Huth nemlig ikke tilstrækkeligt virkefelt for sin store arbejdsevne, og han tog derfor, til dels tilskyndet af prins Carls moder, landgrevinden af Hessen, til København i slutningen af 1765 for at bistå prinsen, der var blevet udnævnt til "Grand-maitre" ved artilleriet, med råd og dåd. 26. februar 1766 erholdt Huth udnævnelse til generalløjtnant af infanteriet i dansk tjeneste med gage fra 1. oktober 1765 at regne, og han ansattes samme år som "den 2. Person" i artillerikorpset og blev 4. juli Ridder af Dannebrog (Storkors). Det siges, at Frederik den Store lykønskede den danske konge ved Huths indtrædelse i hæren bl.a. med følgende ordspil: "Ein kleiner Huth, aber ein grosser Kopf". Huth kom straks på en noget spændt fod til den dengang almægtige generalfeltmarskal, grev Claude Louis de Saint-Germain; men denne måtte kort efter Christian 7.s tronbestigelse i 1766 fratræde sin stilling som præses i General-Krigsdirektoriet, hvorimod prins Carl steg mere og mere i yndest hos den unge konge. Hermed voksede også Huths indflydelse, og da i efteråret 1766 General-Krigsdirektoriet afløstes af "det høje Krigsraad" under prinsens præsidium og Landetatens General-Kommissariat, indtrådte han som medlem i førstnævnte. Omtrent samtidig overtog han direktionen for "den nye Indretning til Vejenes Forbedring i Danmark" og stillingen som generaldirektør for Byggevæsenet med sæde i Bygningskommissionen. Den nye ordning af den øverste krigsstyrelse var imidlertid kun af stakket varighed, for allerede i de første måneder af 1767 genforenedes Krigsrådet og General-Kommissariatet til et General-Krigsdirektorium, i spidsen for hvilket Saint-Germain på ny blev stillet. En umiddelbar følge heraf blev, at Huth 21. marts 1767 fik ordre til at opholde sig i udlandet, dog med en klækkelig pension, og han tog da atter ophold i Hanau.

## Tilbage til Danmark
Huth kaldtes tilbage til Danmark under Struensee og blev 16. september 1771 udnævnt til chef for Artillerikorpset og Ingeniørkorpset, og kort tid efter indtrådte han tillige som deputeret i Generalitets- og Kommissariatskollegiet, som krigsbestyrelsen da kaldtes, hvilke stillinger han
beklædte til sin død. Samme dag, som han på ny trådte i tjeneste, overdroges det ham at træffe
de fornødne foranstaltninger til støbningen på Frederiksværk af nogle til en algiersk ekspedition – denne opgaves i øvrigt ved Struensees fald – bestemte morterer, hvilken sag hidtil havde ligget i Admiralitetskollegiets hænder, men endnu ikke havde ført til det ønskede resultat. Huth kom derved i nærmere berøring med Frederiksværks skaber, generalmajor J.F. Classen, hvorved der lagdes grunden til en frodig samvirken mellem de to mænd, som efterhånden knyttedes til hinanden ved venskabets bånd, hvilket bl.a. ses af, at Huth på sin i 1790 købte ejendom Huthenborg (nu Sandviggård) ved Frederiksborg Slot straks efter Classens død i 1792 rejste denne en mindestøtte, samt deraf, at Classen i sit testamente betænkte Huths børn med en årlig sum.

## Udstationering i Norge
Struensees fald 17. januar 1772 fik ingen indflydelse på Huths stilling, men denne blev endogså samme dag udnævnt til general af Infanteriet. I eftersommeren 1772, da Gustav 3. af Sverige truede med et indfald i Norge, sendtes Huth derop som general for de norske tropper, og det lykkedes hans store energi i forholdsvis kort tid at træffe så omfattende foranstaltninger til krigsvæsenets og navnlig fæstningernes forbedring samt til deres udstyring med forsyninger af enhver art, at krigen afværgedes. Under dette ophold i Norge, der varede et par år, gjorde han sig også i en anden retning fortjent af landet, idet han i 1773 grundlagde dets geografiske opmåling, som han personlig bestyrede lige indtil 1805, da den kombineredes med en økonomisk opmåling og samtidig henlagdes under Rentekammeret. Opmålingen havde oprindelig kun militære formål, i det den skulle tilvejebringe kort til krigsbrug, navnlig af det sædvanlige krigsteater mellem Glommen og den svenske grænse, men i 1779 fik Huth fastslået, at opmålingen fremtidig skulde støttes til astronomisk bestemte punkter – i stedet for at man tidligere havde benyttet et i kvadrater inddelt skeletkort med Nordlinjen til orientering –, og derved lagdes grundvolden til selve landets opmåling, hvorpå der siden da uafbrudt er arbejdet videre.

## Udnævnelse til statsminister
Huth tog aktiv del i Statskuppet i 1784, idet han hørte til de mænd, til hvem kronprins Frederik, efter at denne i 1781 havde opnået regeringsmyndighedsalderen, 13 år, henvendte sig for at vinde støtte for sine planer med hensyn til som tronfølger at få andel i statsstyrelsen under kongens svaghedstilstand og bryde den magt, som enkedronning Juliane Marie og hendes søn, Arveprins Frederik, støttede af det Guldbergske kabinet, havde fået. 14. april 1784, 10 dage efter sin konfirmation, indtrådte kronprinsen i Statsrådet (benævnt Gehejmestatsrådet), og han benyttede denne lejlighed til at erhverve kongens approbation på kabinettets afsked samt på A.P. Bernstorffs, Frederik Christian Rosenkrantz’, Henrik Stampes og Huths indtrædelse i Statsrådet. Huth blev således den nævnte dag statsminister, hvilken stilling han beklædte til sin død. Det skal her med det samme anføres, at han 25. januar 1776 var blevet naturaliseret som dansk adelsmand og 9. december 1783 udnævnt til Ridder af Elefanten.
Huth var kronprinsens vejleder i krigskunsten og hans rådgiver i militære spørgsmål og ledsagede
ham på hans rundrejser i 1787 og 1788 i de tre landsdele. Som medlem af Statsrådet tog Huth sig væsentlig kun af militære sager og blandede sig ikke i andre statsanliggender, med mindre man udtrykkelig henvendte sig til ham desangående. Fra 1796 deltog han ikke mere i Statsrådets forhandlinger. Derimod vedblev han med usvækket iver at røgte sin gerning som chef for Artillerikorpset og Ingeniørkorpset, og han indlagde sig store fortjenester af disse våbens udvikling.

## Indsats for tekniske forbedringer
Allerede da han første gang (1765-67) var her i landet for at bistå artilleriets unge chef, prins
Carl af Hessen, lykkedes det ham at få indført et skytssystem, som med mindre væsentlige ændringer blev fulgt lige til 1813, og da han i 1771 atter indtrådte i tjenesten som Artillerikorpsets chef, genoptog han sin gavnlige virksomhed for korpset. Dette gjaldt ikke alene materiellet, med hvilket han stedse lod foretage omhyggelige forsøg, men også organisationen – det var således på hans initiativ, at de nationale artillerikompagnier oprettedes – og fornemmelig officerernes uddannelse. hensigten med den af Saint-Germain i 1763-64 iværksatte sammendragning af de danske, norske og holstenske artillerikorps og fortifikationsetater til et fælles artillerikorps og et fælles ingeniørkorps, som fik deres hovedsæde i København, medens der sendtes detachementer til fandsdelene, var bl.a. at skabe gunstigere betingelser for Officerernes videnskabelige uddannelse. Der kom også i 1765 et læreinstitut i gang, men det var dog først, efter at Huth var trådt i spidsen for de to korps, at sagen blev rigtig fremmet, i det han i 1772 erholdt kongelig stadfæstelse på en udførlig organisationsplan for Artillerikadetinstituttet. Dette var bestemt for officerer af begge specielle våben, men erfaringen viste dog snart, at Organisationsplanen mere var i Artilleriets end i Ingeniørkorpsets favør, og Huth fik derfor i 1779 udvirket, at der oprettedes særskilte kurser for unge ingeniørofficerer. Disse ophørte i 1787 ved læreren, professor Geuss' død og genoptoges først i 1804 med henhold til Arméplanen af 8. juni 1803, ved hvilken plan også Artillerikadetinstituttet blev udvidet. Dette institut blev i 1773 efter Huths forslag henlagt til Gjethuset på Kongens Nytorv, hvor han i øvrigt selv havde embedsbolig, og det var hos ham, at kronprins Frederik tog ophold efter Christiansborg Slots brand i 1794.
Også som chef for Ingeniørkorpset lykkedes det Huths store indsigt og energi at udrette særdeles
meget til forholdenes forbedring, ikke alene, som nys nævnt, hvad officerernes uddannelse angår,
men ogsaa med hensyn til korpsets organisation og virksomhed. Umiddelbart efter sin tiltrædelse af
chefspladsen foranledigede han således approberet en plan til beskæftigelse for Ingeniørkorpset, som væsentlig gik ud på for hver fæstning at udarbejde kort over fæstningsværkerne med omgivende terræn samt planer til deres bestykning, forsyning m.m. og til deres angreb og forsvar. Huths
bestræbelser for at forbedre de danske, norske og holstenske fæstninger hæmmedes i øvrigt ofte
af pengemidlernes utilstrækkelighed, og det blev således af hans efterfølger som korpsets chef. generalmajor Hans Christopher Gedde, da denne stededes for den i anledning af Københavns kapitulation 1807 nedsatte overkrigskommission, stærkt fremhævet, at Huth havde anvendt alle sine kræfter for at få fæstningen sat "i vedbørlig Stand", men at også ham var pengemangelen i vejen. Huths sidste bestræbelser for at forbedre og udvide Ingeniørkorpsets – ligesom også Artillerikorpsets – organisation var de forslag fra hans hånd, som til dels blev fulgt ved Hærplanen af 1803.

## Sygdom og endeligt
Huth lærte aldrig det danske sprog, men da han selv ville granske alle forslag og forestillinger,
måtte disse udfærdiges dels på dansk og dels på tysk. Allerede fra sin tidligste ungdom, da
han opdroges i Schleusingen, var han vænnet til en nøjsom og tarvelig levevis, som han fortsatte til sine seneste dage. I 1798 gennemgik han en svær sygdom, der dog ikke formåede at fælde hans stærke natur; vel tog hans legemskræfter og syn af, men han bevarede sin åndsfriskhed til det sidste. Med et noget kolerisk temperament forbandt han en streng pligt- og retfærdighedsfølelse, og han forlangte derfor også meget af sine undergivne; men det var jo heller ikke til at undres over, at den på valpladsen hærdede kriger og gennem et langt, dådrigt liv prøvede mand, der aldrig havde skånet sig selv, vidste, hvad den menneskelige evne kunde udrette, når den støttedes af en mandig vilje. Huth døde 6. maj 1806 og blev bisat i Skt. Petri Kirke i København; efter hans eget ønske foregik jordfæstelsen uden militære æresbevisninger, men en parolbefaling anordnede dog, at samtlige officerer skulle bære sort sørgeflor om armen i 8 dage i anledning af hans død.
Huth var gift med Charlotte Sophie f. Wagner (f. 1745 – 24. november 1795), med hvem han havde en datter og en søn. Sønnen, Carl Wilhelm von Huth, døde som kaptajn.